# Miloš Gerić
Miloš Gerić (Beograd, 24. mart 1935 — Beograd, 6. oktobar 2020) bio je klarinetista, dugogodišnji profesor Muzičke škole Stanković u Beogradu i pedagoški savetnik.

## Obrazovanje
Školovao se u Muzičkoj školi „Stanković“ gde je završio duvački i teorijski odsek.
Na Muzičkoj akademiji u Beogradu, diplomirao je 1962. u klasi renomiranog profesora klarineta, Bruno Bruna.
Godine 1969. odlazi na specijalizaciju u Ženevu, kod profesora Ženevskog konzervatorijuma Roberta Gugolca.

## Pedagoški rad
Miloš Gerić je od 1965. godine do odlaska u penziju predavao klarinet u Muzičkoj školi Stanković u Beogradu.
Njegovi bivši učenici su danas značajni solisti, članovi kamernih ansambala, orkestarski muzičari i pedagozi u muzičkim školama i na akademijama. Neki od njih su dobitnici značajnih međunarodnih nagrada i priznanja.

## Učenici prof. M. Gerića
- Vasil Gelev
- Aleksandar Tasić
- Veljko Klenkovski
- Kosta Pasovski
- Marko Milatović
- Zoran Vesić
- Miloš Nikolić
- Periša Stanojević
- Pavlovic Radomir

## Značaj
- Miloš Gerić je bio jedan od najistaknutijih klarinetskih pedagoga. Dugodecenijski pedagoški rad profesora Gerića stvorio je mnogo klarinetista koji danas deluju u Srbiji i van nje. Profesor Gerić je izveo preko 80 diplomiranih klarinetista.[1][2][3][4][5][6][7][8]
- Bio je predsednik i član mnogih saveznih, republičkih i međunarodnih takmičenja klarinetista.
- Recenzent mnogih knjiga za klarinet.[9][10][11]
- Tokom višedecenijskog pedagoškog rada, dobitnik je mnogobrojnih nagrada i priznanja na saveznim, republičkim i međunarodnim takmičenjima.
- Dugogodišnji predsednik aktiva klarinetista Srbije.
- Dugogodišnji član „Udruženja muzičkih i baletskih pedagoga Srbije” [12]
- Predsednik i član Ministarstva prosvete za izradu plana i programa za duvače.

## Spoljašnje veze
- Aleksandar Tasić
- Veljko Klenkovski
- Vasil Gelev
- Muzička škola Stanković Архивирано на веб-сајту  (16. октобар 2020)